# Suchy Dwór
Suchy Dwór (deutsch Althofdürr) ist ein Ort in der Landgemeinde Żórawina (Rothsürben) in der Woiwodschaft Niederschlesien in Polen. Es liegt etwa fünf Kilometer südlich von Breslau.

## Geschichte
Althofdürr gehörte ab 1874 zum Amtsbezirk Schönborn (heute Żerniki Wrocławskie). 
Zur Wende des 19. zum 20. Jahrhundert, gehörte das Gut in Althofdürr Julius Schottländer, dem wohlhabendsten Bürger Breslaus. Ihm gehörten auch die Dörfer bzw. Güter, Wessig (heute Wysoka), Grünhübel (heute als Bledzów Teil des Dorfes Bielany Wrocławskie, deutsch Bettlern), Alt Schliesa (Stary Ślęszów), Eckersdorf (Biestrzyków), Karowahne (Karwiany), Cawallen (Kowale, heute Teil Breslaus), und Grundstücke in Breslaus Siedlungen Kleinburg (Borek) und Oltaschin (Ołtaszyn).    
Im Jahre 1939 zählte Althofdürr 154 Einwohner. Von 1942 bis Anfang 1945 war das Gut Althofdürr im Besitz von Erhard Milch.
1945 fiel der Ort als Suchy Dwór an Polen und soweit sie nicht bereits vor der Roten Armee geflohen waren, wurden die deutschen Bewohner vertrieben. Bereits im selben Jahr trafen an ihre Stelle Vertriebene aus den ehemaligen polnischen Ostgebieten ein, die den Teil des Dorfes zwischen dem Gut und der Straße Breslau-Żórawina einnahmen. Im Juli 1947 kamen Ansiedler aus dem Raum Przeworsk, hauptsächlich aus dem Dorf Medynia Kańczucka nach Suchy Dwór und übernahmen die Gebäude des Gutes, sowohl das Schloss als auch die Arbeiterhäuser.